# De vlucht naar Egypte (atelier van Rembrandt)
De vlucht naar Egypte is een schilderij uit het atelier van Rembrandt.

## Voorstelling
Het stelt de vlucht naar Egypte voor. De voorstelling is geplaatst in een nachtelijk landschap, dat wordt verlicht door de maan. De figuren op de voorgrond worden verlicht door een lantaarn die aan het zadel op de ezel hangt. In de verte zijn enkele gebouwen te zien.

## Datering en toeschrijving
Het schilderij is linksonder gesigneerd en gedateerd ‘Rem(bra)nd(t?). f. 163[.]’, waarbij de letters tussen haakjes moeilijk leesbaar zijn. Het laatste cijfer van het jaartal wordt wel gezien als een 4, maar dit is niet zeker. Deze signatuur maakt op het Rembrandt Research Project (RRP) geen overtuigende indruk.
Het werk wordt gekenmerkt door een bijna monochrome behandeling. Alleen het door de lantaarn verlichte gedeelte in het midden en enkele takken daaromheen zijn in detail uitgewerkt. Dit schema werd door Rembrandt vanaf omstreeks 1634 vaker toegepast, onder meer in De ongelovige Thomas in het Poesjkinmuseum en met name in een aantal schilderijen uit 1638, zoals Christus verschijnt als hovenier aan Maria Magdalena in Buckingham Palace en Suzanna in het Mauritshuis. De vergelijking met deze werken doet een datering vermoeden van eind jaren 1630 of begin jaren 1640.

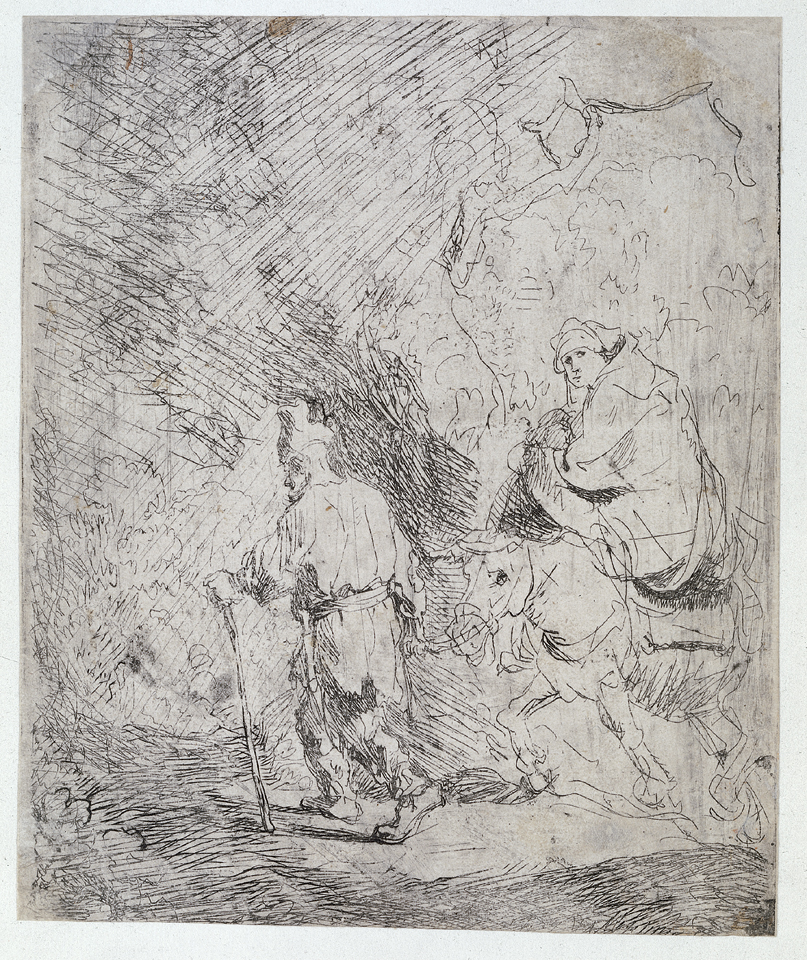
Rembrandt. De vlucht naar Egypte: schets. Ca. 1627.

Het werk werd in 1950 voor het eerst gesignaleerd en in 1952-1953 tentoongesteld als Rembrandt. In vergelijking met de genoemde werken is de Vlucht naar Egypte echter vlak en schematisch. De uitvoering is volgens de leden van het RRP een duidelijk bewijs dat het werk niet van Rembrandt zelf is, maar van iemand uit zijn omgeving. Daarnaast is het nauw verwant aan een aantal etsen van Rembrandt met hetzelfde onderwerp. De figuur van Jozef lijkt te zijn overgenomen van de ets De vlucht naar Egypte: schets uit omstreeks 1627.
Als mogelijke schilders van de Vlucht naar Egypte worden Govert Flinck en Ferdinand Bol genoemd. De voorkeur van het RRP gaat hierbij uit naar Bol. Op diverse tekeningen die toegeschreven worden aan Bol, zoals Elia en de engel in het Museum of Fine Arts in Boston en De profeet van Bethel, is het landschap op dezelfde manier opgezet, ook met drie repoussoirs. Ook kopieerde Bol vaker delen van Rembrandts vroege werk.

## Herkomst
Het werk is afkomstig uit de verzameling van Charles Hepburn-Stuart-Forbes-Trefusis, 21st Baron Clinton, eigenaar van Bicton House in Devon. Op 19 juli 1950 werd de verzameling van Lord Clinton geveild bij Sotheby's in Londen. Later was het in het bezit van een zekere Lord Wharton in Londen.
Adriaantje Hollaer · Ahasveros en Haman aan het feestmaal van Esther · De anatomische les van Dr. Deijman · De anatomische les van Dr. Nicolaes Tulp · Andromeda aan de rots geketend · Aristoteles bij de buste van Homerus · Artemisia · Badende vrouw · Bathseba met de brief van koning David · De blindmaking van Simson · De brillenverkoper · Buitenlandse admiraal · Christus in de storm op het meer van Galilea · Christus met een staf · Danaë · David en Uria · De doop van de kamerling · Het feestmaal van Belsazar · Flora · Gelijkenis van de rijke dwaas · Historiestuk · Jacob zegent de zonen van Jozef · Jeremia treurend over de verwoesting van Jeruzalem · Het Joodse bruidje · De maaltijd in Emmaüs · Marten Soolmans en Oopjen Coppit · Mozes en de tafelen der wet · De Nachtwacht · Het offer van Abraham (1635) · Pallas Athene · Portret van een man met handschoenen in de hand · Portret van een man · Portret van Amalia van Solms · Portret van Baertje Martens · Portret van Herman Doomer · Portret van Jan Six · Portret van Johannes Wtenbogaert · Portret van Maurits Huygens · De samenzwering van de Bataven onder Claudius Civilis · De schilder in zijn atelier · De Staalmeesters · De steniging van de Heilige Stefanus · Terugkeer van de verloren zoon · Titus aan de lezenaar · Titus als monnik · De Vaandeldrager · De verloochening van Petrus · De verloren zoon in een herberg · Het vertrek van de Sunammitische vrouw · De vlucht naar Egypte · De vlucht naar Egypte · Zelfportret op jeugdige leeftijd (ca. 1628) · Zelfportret met twee cirkels · Zelfportret als de apostel Paulus